# Dzierzbodżunglak
Dzierzbodżunglak (Gampsorhynchus rufulus) – gatunek ptaka z rodziny dżunglaków (Pellorneidae).

## Taksonomia
Gatunek i rodzaj po raz pierwszy zostały opisane przez brytyjskiego zoologa Edwarda Blytha w 1844 roku. Jako miejsce typowe autor wskazał Darjeeling w Bengalu Zachodnim; zmienione przez F. Finna na Arakan w Dolnej Birmie. Wyróżniono cztery podgatunki, lecz podgatunki torquatus, luciae i saturatior przez niektóre ujęcia systematyczne są wydzielane do odrębnego gatunku G. torquatus.

## Występowanie
Dzierzbodżunglak występuje w zależności od podgatunku:
- G. rufulus rufulus – dzierzbodżunglak białogłowy – wschodnie Himalaje do środkowej Mjanmy i południowo-zachodnich Chin
- G. rufulus torquatus – dzierzbodżunglak obrożny – południowa Mjanma, północna i zachodnia Tajlandia oraz południowe Chiny do północno-zachodniego i południowego Laosu oraz środkowego i południowego Wietnamu
- G. rufulus luciae – południowo–wschodnie Chiny do północno-wschodniego i środkowego Laosu oraz północny Wietnam
- G. rufulus saturatior – Półwysep Malajski

## Status
Międzynarodowa Unia Ochrony Przyrody (IUCN) w 2008 roku zaakceptowała taksonomiczny podział G. rufulus na dwa gatunki. Klasyfikuje dzierzbodżunglaka białogłowego jako gatunek najmniejszej troski (LC – least concern), a trend liczebności jego populacji uznaje za spadkowy. Do tej samej kategorii LC zalicza też dzierzbodżunglaka obrożnego, lecz trend liczebności populacji tego taksonu uznaje za stabilny.